# Centraal Comité van de Hongaarse Socialistische Arbeiderspartij

Vlag van de MSzMP

Het Centraal Comité van de Hongaarse Socialistischer Arbeiderspartij en haar voorganger, de Hongaarse Werkerspartij (Hongaars: Központi Bizottság) was het door het Partijcongres gekozen bestuursorgaan van de MDP (1948-1956) en MSzMP (1956-1989). Het Centraal Comité, dat zowel uit stemhebbende als kandidaat-leden bestond, bestuurde de partij tussen twee congressen in en kwam gewoonlijk een tot twee keer per jaar bijeen. Het dagelijks bestuur van de communistische partij lag in handen van het Politiek Comité (politbureau), dat wekelijks vergaderde. Het Politiek Comité werd uit het midden van het Centraal Comité gekozen en bestond uit ongeveer tien leden. Het Centraal Comité koos de machtigste partijbestuurder, de eerste secretaris (v.a. 1985 secretaris-generaal geheten).

## Verwijzingen
Partijcongres · Centraal Comité · Secretariaat · Politiek Comité · Partijleider